# Prêmio Fundação Wolfson/Royal Society
O Prêmio Fundação Wolfson/Royal Society (em inglês:  Royal Society Wolfson Research Merit Award) é um prêmio destinado a pesquisadores trabalhando em universidades do Reino Unido. É administrado pela Royal Society e criado juntamente com a Fundação Wolfson e a Secretaria de Ciência e Tecnologia do Reino Unido, destinado a fornecer suporte adicional às universidades a fim de atrair pesquisadores renomados, com grande potencial ou pesquisas de destaque, a este pais ou manter aqueles que podem ansiar obter maiores sdalários em outro lugar.

## Laureados
- Samuel Leon Braunstein
- Peter Buneman
- Marianna Csörnyei
- Roger Llewelyn Davies
- Georg Gottlob
- Peter Green
- Martin Hairer
- Mark Handley
- Nicholas Higham
- Gordon Plotkin
- Ari Laptev